# Fatal Frame (игра)
Fatal Frame (в Японии известна как Zero (яп. 零〜zero〜), в Европе — Project Zero) — компьютерная игра в жанре survival horror, вышедшая на приставках PlayStation 2 и Xbox в 2001—2002 годах. Игра разработана компанией Tecmo и является первой в одноимённой серии игр.
Xbox-версия была выпущена позже, чем версия для PlayStation 2, и содержит множество элементов, которых не было в оригинальной игре. В поздней версии были добавлены заметки и дневники с историей, новый босс, новые задания, новые костюмы и несколько призраков.

## Сюжет
В игре рассказывается о девушке Мику Хинасаки, которая отправляется в предположительно заселённый привидениями особняк Химуро, чтобы найти своего брата Мафую. Мафую уже как неделю пропал после посещения особняка, где он искал своего воспитателя Дзюнсэя Такаминэ.
Продвигаясь по огромному особняку, Мику узнаёт о тёмных секретах, скрываемых им, а также о злом духе Кириэ, который похитил Мафую из-за того, что тот очень напоминает её бывшего возлюбленного, молодого человека, который ранее посещал особняк. Хоть в конце игры Мику удаётся спасти Мафую, он говорит ей, что он должен остаться с Кириэ, чтобы она не была одинока. После этого подземная пещера обваливается и Мафую исчезает вместе с духом. Мику спасается из особняка и впоследствии говорит, что после всего этого она перестала видеть вещи, который обычные люди не видят.

## Игровая механика
Действие игры разворачивается вокруг главной героини Мику Хинасаки и продолжается на протяжении четырёх глав (или «Ночей»). Именно этой девушкой и предстоит управлять бо́льшую часть игры, за исключением главы «Пролог», в которой контролируемым персонажем является брат протагониста Мафую. Очки здоровья персонажей отображаются в виде вертикальной полоски в правом нижнем углу экрана. Когда очки здоровья достигают нижней границы, персонаж погибает, и игра заканчивается. Тем не менее, по ходу игры персонажу будут встречаться пункты исцеления, восстанавливающие здоровье в определённой степени. И Мику и Мафую носят при себе карманный фонарик, который помогает исследовать тёмный особняк с призраками.
Единственным оружием Мику является старая фотокамера, оставшаяся от её матери. Захват в объектив камеры призрака и последующая его съёмка, наносят повреждение противнику. У камеры есть свои «боеприпасы» — фотоплёнки, которые содержат в себе некоторое количество кадров «выстрелов». По особняку разбросаны различные типы плёнок, и каждый тип обладает своей убойной силой. Камера также содержит несколько специальных способностей, которые могут быть разблокированы по ходу игры.
Игроку предстоит исследовать весь особняк и его территорию, искать определённые предметы и решать головоломки, позволяющие продвигаться по сюжетной линии. Некоторые привидения являются дружелюбными и не будут нападать на Мику, но большинство настроены враждебно. Игру можно сохранить в специальных точках (фотокамеры на стенде), которые расположены в различных уголках особняка. В этих точках Мику и Мафую могут заменить свои фотоплёнки, а также определить наличие поблизости потусторонних сил. Игру можно сохранить и в конце каждой главы. Однако, если дух находится в пределах зоны с точкой сохранения, место сохранения будет красным, это означает, что игрок не может сохраниться, пока не уничтожит призрака.
Есть три возможных концовки игры, одна из которых доступна только в Xbox-версии этой игры. Xbox-версия игры PAL-региона не работает на Xbox 360.

## Оценки
| Сводный рейтинг       | Сводный рейтинг | Сводный рейтинг |
| Издание               | Оценка          | Оценка          |
| Издание               | PS2             | Xbox            |
| --------------------- | --------------- | --------------- |
| GameRankings          | 81,48 %         | 79,56 %         |
| Русскоязычные издания |                 |                 |
| Издание               | Оценка          | Оценка          |
| Издание               | PS2             | Xbox            |
| «Страна игр»          | 7,3 из 10       |                 |